# カクレカラクリ
『カクレカラクリ』 (An Automaton in Long Sleep) は、森博嗣による日本の小説。

## 概要
2006年、コカ・コーラが発売120周年を迎えた記念として書き下ろされた。
同年9月13日、TBS系でテレビドラマ化された。森作品初の映像化となる。

## あらすじ
寂れかけている一つの村。対立する二つの名家、蝶の家紋を持つ真知家と、風車の家紋を持つ山添家。
120年前、からくり師の磯貝機九朗によって作られたカクレカラクリ（隠れ絡繰り）とは?互いの家に隠された秘密とは……。

## 登場人物
郡司 朋成（ぐんじ ともなり）
廃墟マニアの大学生。
真知 花梨（まち かりん）
郡司と同じ大学に通う。真知家の長女。
真知 玲奈（まち れいな）
花梨の妹。高校生。物象部の部長。太一と親しくしていることや、バイクを乗り回していることは花梨にも秘密にしている。
栗城 洋輔（くりき ようすけ）
郡司の友人。同じく廃墟マニア。マニア歴は長く、小学生の頃から。
山添 太一（やまぞえ たいち）
高校生。玲奈の友人。風見温泉の跡取り息子。
磯貝 春雄（いそがい はるお）
玲奈の高校の理科教師。物象部の顧問。祖父は村で有名なからくり師だった。
真知 源治郎（まち げんじろう）
花梨・玲奈の祖父。真知家の現当主。
山添 千都（やまぞえ ちづ）
太一の祖母。山添家の現当主。
磯貝 機九朗（いそがい きくろう）
村のカクレカラクリを製作したからくり師。春雄の祖父。
染川（そめかわ）
千都の運転手。郡司らのからくり探しを妨害する。

## テレビドラマ
2006年9月13日、TBS系列で放映された。

### キャスト
- 阿部（郡司）朋成 - 加藤成亮
- 栗本（栗城）洋輔 - 平岡祐太
- 花山（真知）果梨 - 栗山千明
- 花山（真知）玲奈 - 星井七瀬
- 風見（山添）太一 - 落合扶樹
- 花山（真知）源治郎 - 泉谷しげる
- 風見（山添）千都 - 鰐淵晴子
- 松川（染川） - デビット伊東
- 吉村 - モロ師岡
- ぺんばあちゃん - 草村礼子
- 磯貝機九郎 - SUGIZO
- 磯貝春雄 - 杉本哲太
- 風車荘仲居 - くわばたりえ
- 陽子 - 英玲奈